# Rykka
Rykka (születési nevén: Christina Maria Rieder; Vancouver, 1986. március 13.. –) kanadai–svájci énekesnő és dalszövegíró. Ő képviselte Svájcot a 2016-os Eurovíziós Dalfesztiválon, Stockholmban a The Last of Our Kind című dalával.
Rykka a második elődöntőben lépett fel harmadikként, a lengyel Michał Szpak Color of Your Life című dala után és az izraeli Hovi Star Made of Stars című dala előtt. A dal végül nem szerzett elég pontot, ahhoz, hogy továbbjusson a két nappal később rendezett döntőbe, hiszen a 18 versenyző közül csak a 18. helyet szerezte meg.